# Municipio de Freshwater
El municipio de Freshwater (en inglés: Freshwater Township) es un municipio ubicado en el condado de Ramsey en el estado estadounidense de Dakota del Norte. En el año 2010 tenía una población de 75 habitantes y una densidad poblacional de 0,8 personas por km².

## Geografía
El municipio de Freshwater se encuentra ubicado en las coordenadas 48°14′50″N 98°52′33″O / 48.24722, -98.87583. Según la Oficina del Censo de los Estados Unidos, el municipio tiene una superficie total de 93.22 km², de la cual 71,79 km² corresponden a tierra firme y (22,99 %) 21,43 km² es agua.

## Demografía
Según el censo de 2010, había 75 personas residiendo en el municipio de Freshwater. La densidad de población era de 0,8 hab./km². De los 75 habitantes, el municipio de Freshwater estaba compuesto por el 100 % blancos. Del total de la población el 6,67 % eran hispanos o latinos de cualquier raza.